# Liste der Kulturgüter in Feuerthalen
Die Liste der Kulturgüter in Feuerthalen enthält alle Objekte in der Gemeinde Feuerthalen im Kanton Zürich, die gemäss der Haager Konvention zum Schutz von Kulturgut bei bewaffneten Konflikten, dem Bundesgesetz vom 20. Juni 2014 über den Schutz der Kulturgüter bei bewaffneten Konflikten sowie der Verordnung vom 29. Oktober 2014 über den Schutz der Kulturgüter bei bewaffneten Konflikten unter Schutz stehen.
Objekte der Kategorie A sind im Gemeindegebiet nicht ausgewiesen, Objekte der Kategorie B sind vollständig in der Liste enthalten, Objekte der Kategorie C fehlen zurzeit (Stand: 1. Januar 2018). Unter übrige Baudenkmäler sind weitere geschützte Objekte zu finden, die im Verzeichnis der Objekte von überkommunaler Bedeutung der kantonalen Denkmalpflege zu finden und nicht bereits in der Liste der Kulturgüter enthalten sind.

## Kulturgüter
| Foto |                                                                                              | Objekt                                                            | Kat. | Typ | Standort                       | Beschreibung |
| ---- | -------------------------------------------------------------------------------------------- | ----------------------------------------------------------------- | ---- | --- | ------------------------------ | ------------ |
| BW   | Datei hochladen · Wikidata zu Mittelalterliches Erdwerk / Burgstelle Burgermösli (Q29932604) | Burgermösli, mittelalterliches Erdwerk / Burgstelle KGS-Nr.: 7453 | B    | F   | 691598 / 281785                |              |
| ja   | Datei hochladen · Wikidata zu Gemeindehaus Fürstengut (Q29932607)                            | Gemeindehaus Fürstengut KGS-Nr.: 12557                            | B    | G   | Trüllergasse 6 690461 / 283266 |              |

## Übrige Baudenkmäler
| ID              | Foto |                                                                  | Objekt                                                          | Kat.    | Typ | Standort                               | Beschreibung |
| --------------- | ---- | ---------------------------------------------------------------- | --------------------------------------------------------------- | ------- | --- | -------------------------------------- | ------------ |
| 02700055        |      | Datei hochladen                                                  | Kindergarten, altes Schulhaus                                   | C       | G   | Rheingasse 1 691945 / 282212           |              |
| 02700114        |      | Datei hochladen                                                  | Kapelle der Ostpreussen, Wohnhaus mit Anbau                     | B reg.  | G   | Konstanzerstrasse 29 690722 / 283093   |              |
| 02700152        | ja   | Datei hochladen                                                  | Bahnhof Feuerthalen, Aufnahmegebäude                            | B reg.  | G   | Diessenhoferstrasse 21 690636 / 283091 |              |
| 02700155        |      | Datei hochladen                                                  | Bahnhof Feuerthalen, Güterschuppen                              | B reg.  | G   | Diessenhoferstrasse 25 690710 / 283047 |              |
| 02700187        |      | Datei hochladen                                                  | Schulhaus Stumpenboden, Hallenbad B                             | B reg.  | G   | Erlenstrasse 1 690796 / 282566         |              |
| 02700187        |      | Datei hochladen                                                  | Schulhaus Stumpenboden, Mehrzweckhalle mit Turnhalle B regional | B reg.  | G   | Erlenstrasse 1 690800 / 282591         |              |
| 02700187        |      | Datei hochladen                                                  | Schulhaus Stumpenboden, Schulhaus A mit Turnhalle und Hallenbad |         | G   | Erlenstrasse 1 690804 / 282536         |              |
| 02700224        |      | Datei hochladen                                                  | Kindergarten Haldenstrasse                                      | B reg.  | G   | Haldenstrasse 7 690427 / 283058        |              |
| 02700226        |      | Datei hochladen                                                  | Villa Alpina                                                    | B reg.  | G   | Kesslergasse 5 690369 / 283012         |              |
| 02700292        |      | Datei hochladen                                                  | Ensemble Rheingasse, Wohnhaus                                   | B kant. | G   | Untere Rheingasse 9 690200 / 283276    |              |
| 02700294        |      | Datei hochladen                                                  | Ensemble Rheingasse, Wohnhaus                                   | B kant. | G   | Untere Rheingasse 5 690218 / 283281    |              |
| 02700295        |      | Datei hochladen                                                  | Ensemble Rheingasse, Wohnhaus                                   | B kant. | G   | Untere Rheingasse 3 690234 / 283286    |              |
| 02700296        |      | Datei hochladen                                                  | Ensemble Rheingasse, Wohnhaus                                   | B kant. | G   | Untere Rheingasse 1 690248 / 283291    |              |
| 02700297        |      | Datei hochladen                                                  | Heinrichsburg, Wohn-/Geschäftshaus                              | B kant. | G   | Zürcherstrasse 8 690269 / 283287       |              |
| 02700299        |      | Datei hochladen                                                  | Wohnhaus Frohburg                                               | B reg.  | G   | Zürcherstrasse 18/20 690376 / 283240   |              |
| 02700373        |      | Datei hochladen                                                  | Trafostation Typ E 7 Turm                                       | B reg.  | G   | Uhwieserstrasse 690285 / 283097        |              |
| 02700338        |      | Datei hochladen                                                  | Klausnerstätte/Wohnhaus                                         | C       | G   | Klusweg 28 690172 / 283231             |              |
| 02700405        |      | Datei hochladen                                                  | Reformierte Kirche                                              | B reg.  | G   | Kirchstrasse 690268 / 282947           |              |
| 02700408        |      | Datei hochladen                                                  | Wohnhaus mit Ladengeschäft                                      | C       | G   | Uhwieserstrasse 16 690287 / 283002     |              |
| 027BRUECKE00155 | ja   | Datei hochladen · Wikidata zu Rheinbrücke Feuerthalen (Q2147590) | Eisenbahnbrücke über den Rhein                                  | B reg.  | G   | Rhein 690465 / 283351                  |              |
| 027VERWEIS00325 |      | Datei hochladen                                                  | Alte Landschreiberei                                            | C       | G   | Adlergasse 13 690276 / 283176          |              |
| 027ZUSA00293    |      | Datei hochladen                                                  | Ensemble Rheingasse, Wohnhaus                                   | B kant. | G   | Untere Rheingasse 7 690200 / 283276    |              |
|                 | ja   | Datei hochladen                                                  | Infanteriewerk Güetli A 5477                                    | B kant. | G   | Zürcherstrasse 689725 / 283030         |              |
|                 | ja   | Datei hochladen                                                  | Infanteriebunker Strassenbrücke A 5478                          | B kant. | G   | Zürcherstrasse 690123 / 283236         |              |
|                 | ja   | Datei hochladen                                                  | Infanteriebunker Werft A 5482                                   | B reg.  | G   | Rhiwis, Langenwiesen 691510 / 282550   |              |
|                 | ja   | Datei hochladen                                                  | Infanteriebunker Bootshaus A 5483                               | B kant. | G   | Langenwiesen 691755 / 282387           |              |
|                 | ja   | Datei hochladen                                                  | Infanteriebunker Auwiese A 5484                                 | B reg.  | G   | Langenwiesen 692458 / 282208           |              |

Legende: Im Wesentlichen siehe Legende der Liste der Kulturgüter von nationaler und regionaler Bedeutung, mit folgenden Ausnahmen:
- Anstelle der KGS-Nummer wird als Objekt-Identifikator (ID) die Inventarnummer im Verzeichnis der Objekte von überkommunaler Bedeutung des kantonalen Denkmalschutzamtes verwendet.
- Bei den Kategorien wird wie folgt unterschieden: B kant. = Objekt von kantonaler Bedeutung (Kanton Zürich); B reg. = Objekt von regionaler Bedeutung (Kanton Zürich).